# Sadeghiyeh
Sadeghiyeh (ou Sadeghieh, Sadeqiyeh) é um distrito muito povoado de Teerã/Teerão (Irão).
Na época antes da revolução iraniana era chamado de Aryashahr. Atualmente é um dos centros mais comerciais e populosos da cidade. Está ligada ao centro da cidade por metropolitano. 
Sadighiyeh tem duas praças principais: Falakeye Aval Sadighiyeh e Falakeye Dovom Sadighiyeh.